# Johann Peter Heuser

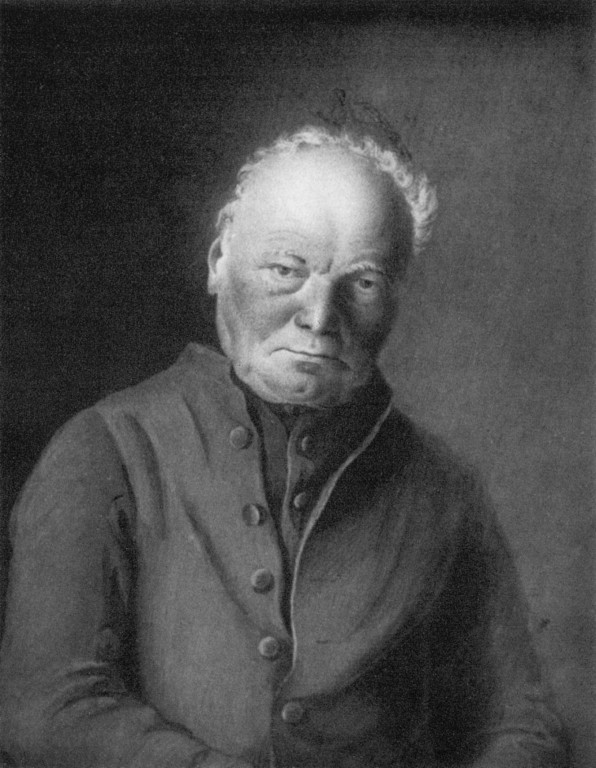
Johann Peter Heuser, porträtiert 1807 von Henriette Jügel

Johann Peter Heuser (* 1726 in Würden; † 26. Dezember 1809 in Gummersbach) war Begründer eines großen Handelshauses und Hauptinitiator des späteren Gymnasiums in Gummersbach.

## Abstammung und Familie
Ein Urahn Heusers soll schweizerischer Herkunft und um 1630 als Jäger im Gefolge des Adam von Schwarzenberg aus Wien in dessen reichsunmittelbare Grafschaft Gimborn gezogen sein, sich in Würden niedergelassen und den Oberbergischen Zweig der Heuser’schen „Dynastie“ begründet haben. Diese Version der Familiengeschichte ist jedoch nur schwach belegt und stützt sich hauptsächlich auf das Familienwappen, welches einen grünen Berg mit drei silbernen Pfeilen auf rotem Grunde darstellt. Eine andere Überlieferung sieht die Verbindung zur Schweiz lockerer, indem sie das Wappen beschreibt als „einem Heuser im Jahre 1410 von Kaiser Sigismund“ […] „verliehen“ […] „für hervorragende Tapferkeit bei der Erstürmung eines Berges in der Schweiz, in den sogenannten Schismakämpfen“. Gegen die Version „Einwanderung im Schwarzenberg-Gefolge“ könnte auch der Umstand sprechen, dass im Oberbergischen bereits vor 1600 der Name Heuser nachzuweisen ist.
Gesichert ist, dass die unmittelbaren Vorfahren Mitte des 17. Jahrhunderts in Würden ansässig waren. Johann Peter kam als zweites von acht Kindern der Eheleute Johann Adolf (1696–1765), Landwirt, und Maria Magdalena Karthaus aus Gimborn (1706–1773) zur Welt.
Johann Peter Heuser heiratete 1754 Anna Margaretha Vollmann (1728–1796), die ihm acht Kinder gebar, von denen fünf das Erwachsenenalter erreichten. Alle verbliebenen vier Söhne wurden später Compagnons des Kaufherrn und führten das Geschäft fort. Unter den direkten Nachfahren Heusers sind besonders vier seiner Enkelinnen, nämlich Alwine Schroedter, Adeline Jaeger und Louise Wüste – alle drei erfuhren als Malerinnen beträchtliche Anerkennung – sowie die Schriftstellerin Julie Thiel hervorzuheben. Auch Heusers Urenkelin Clara Heuser (1844–1916), geb. Jaeger, konnte sich als Künstlerin einen Namen machen. Malvine Schroedter, eine andere Urenkelin, heiratete den Historienmaler Anton von Werner. Johann Peter Heusers Urenkel Robert ehelichte 1862 Bertha Maria Nicolovius, eine Urgroßnichte von Johann Wolfgang von Goethe. Der Maler und Direktor der Kunstakademie Düsseldorf Werner Heuser (1880–1964) war sein Ururenkel.

## Leben und Wirken

### Anfang
Heuser verließ den elterlichen Hof in Würden und begann nach seiner Lehre mit bescheidenem Startkapital einen Weinhandel in Gummersbach; mit der Hinzunahme von Gewürzen und Manufakturwaren ins Handelssortiment erweiterte er im Laufe der Zeit das Angebot. Und schließlich bewog das auch im Oberbergischen sich ausbreitende Textilgewerbe mit seiner immer stärker werdenden Nachfrage nach Farbstoffen das Heuser’sche Unternehmen, sich dem Farbenhandel als drittem bedeutenden Handelsposten zuzuwenden.
Heuser wurde in Gummersbach nicht eben mit offenen Armen empfangen, der geschäftstüchtige und strebsame Mann aus Würden war den Alteingesessenen wohl etwas suspekt. „Fast ganz Gummersbach hatte sich beim Anfang seiner Hierhinkunft gegen ihn verschworen, ihn nicht ansiedeln zu lassen, so daß er einige Male ein Haus gekauft hatte, aber jedesmal von demselben wieder abgetrieben wurde.“ Immerhin konnte Heuser nicht viel vor 1770 sein erstes Haus in der heutigen Alten Rathausstraße in Gummersbach bauen – und das in einem damals etwas verrufenen Viertel, befand sich doch in unmittelbarer Nähe das Haus des „Nachrichters und Abdeckers“ (v. Steinen). Das heute noch existierende, wenn auch durch einen modernen Geschäftsvorbau praktisch unkenntliche „Haus in den Eichen“ wurde um 1800 zu den schönsten und vornehmsten des Ortes gezählt. Hier richtete Heuser auch eine Gastwirtschaft ein, welche von seiner Gattin geführt wurde.

### Rectoratschule
Es ist Heuser hoch anzurechnen, dass er trotz der anfänglichen Schwierigkeiten, sich in Gummersbach zu etablieren, als Hauptinitiator einer weiter führenden Schule auftrat. Unter seiner Ägide schufen wohlhabende Gummersbacher Bürger 1764 mit der „Rectoratschule“, einer Vorläuferin des heutigen Gymnasiums Moltkestraße, die erste höhere Bildungsmöglichkeit der Stadt. Heuser war es auch, der aus eigenen Mitteln das Meiste zum Unterhalt des Rektors und weiterer Lehrkräfte beisteuerte und noch 1785 höchstselbst den Lehrplan aufstellte: Sieben Fremdsprachen, Handlungswissenschaften, Geschichte, Mathematik, Musik und Tanz, Zeichnen und Malen sowie Handarbeiten konnten an dieser Schule gelernt werden, welche weit über Gummersbach hinaus Vorbildfunktion erfüllte.

### Expansion
Aus heutiger Sicht erscheint es erstaunlich, wie sich in dem damals fast völlig weltabgeschiedenen Örtchen Gummersbach ein so weit verzweigtes und ausgedehntes Handelsunternehmen entwickeln konnte wie das von J. P. Heuser und seinen Söhnen. Im Laufe der Jahre expandierte der Handel derart, dass auch weit entfernte Geschäfte hier den kompletten Bedarf deckten – und das bei denkbar schlechten Verkehrswegen: Erst 1813 entstand mit der Wetterauer Chaussee eine befestigte Straße Richtung Norden.
1795 errichtete Johann Peter Heuser für sich und zwei seiner Söhne im „Baumhof“, dem durch Verlegung der Gummersbacher Hauptstraße neu entstandenen Geschäfts- und Residenzzentrum des Ortes, ein neues, größeres und sehr repräsentatives Haus, in dessen linkem Teil er auch seine Geschäfte abwickelte. Das zweigeschossige Bruchstein-/Fachwerkgebäude mit Satteldach zeigt unter dem mit Rundfenster versehenen Zwerchgiebel um einen Anker gruppiert die Initialen JHP und vermittelt auch in heutiger Zeit das Selbstverständnis seines zu hohem Ansehen gelangten Erbauers. Heute beherbergt es die Psychologische Beratungsstelle des Oberbergischen Kreises, nachdem bereits vor etwa 150 Jahren schon einmal das Landratsamt vorübergehend hier untergebracht war. Haus „In den Eichen“ überließ er Sohn Daniel und dessen Ehefrau. Im „Baumhof“ befand sich auch das Heuser'sche Warenlager, hier war der Umschlagplatz, wo mittels zweirädriger Karren oder mit Saumtieren Waren von oder nach Hessen, Westfalen, der Mark oder dem Oberrhein ihre Besitzer wechselten.

### Nachfolge
Längst waren die vier Heuser-Söhne ins väterliche Geschäft eingestiegen: Georg (* 1756; † 1829 in Ronsdorf) fungierte zunächst als Einkäufer und unternahm schon im Alter von fünfzehn Jahren selbständige Handelsreisen; später überließ er das Reisen mit Ausnahme des Besuchs der Frankfurter Messe den jüngeren Brüdern und widmete sich der Buchhaltung. In fortgeschrittenerem Alter hatte Georg Heuser das Amt des Bürgermeisters inne (in Napoleonischer Zeit „maire“). Franz (* 1758; † 1816 in Ronsdorf) beteiligte sich im Wechsel mit dem jüngsten Sprössling Daniel (* 1767; † 1848 in Gummersbach) sowohl an Einkaufs- wie auch Verkaufs-Reisen, während Caspar (* 1760; † 1840 in Gummersbach) den Ladenverkauf führte. Heusers Tochter Wilhelmine (* 1770; † 1830 in Kloster [heute zu Derschlag]) trug auf andere Weise zur Expansion des Handelsimperiums bei: Durch ihre Heirat mit Johann Henrich König, dem Sohn des neben Heuser bedeutendsten Gummersbacher Handelsherrn und dessen Nachbar im „Baumhof“, schlossen sich die beiden Handelshäuser in einer Allianz zusammen, und beide Firmen florierten statt zu konkurrieren. Mit Daniel Heusers Ehefrau Louise geb. Jügel, einer ehemaligen Gesellschafterin am Preußischen Königshof, hielt schließlich die Kultur der „großen Welt“ in Gummersbach Einzug – zum materiellen Austausch gesellte sich nun geistig-künstlerische Interaktion auch mit den Jügel-Brüdern Friedrich (Kunstprofessor in Berlin) und Carl (Literat und Buchhändler in Frankfurt) und deren Schwester Henriette Jügel, Landschafts- und Porträtmalerin.

### Wertung
Obgleich Heuser sicher als Gummersbachs „erster Millionär“ gelten kann, blieb er trotz seines Erfolges sein Leben lang der einfache und bescheidene Bauernsohn. Man erzählt, dass auch seine vornehme Verwandtschaft ihn weder davon abhielt, das Brot für die Familie selber zu backen, noch davon, mit seinen Kindern und Nachbarn platt zu sprechen. So überliefert seine Enkelin folgende bezeichnende Anekdote:

„Wenn er sich abends nach Tische zurückgezogen hatte, die übrige Gesellschaft lustig wurde und an den Spieltischen saß, konnte es geschehen, dass er im Nachthemde auf der Treppe erschien und rief: ‚Wat ess dat för en Lärmen do?‘ Und wenn dann die Haushälterin, Frau Torley, beschwichtigte: ‚Mein Gott, Herr Hüser, sind Se doch stille, et es der Maire [Georg H. war inzwischen Bürgermeister] und der Herr Pastor!‘, antwortete der Alte: ‚Ah wat! Maire! Et es der Jürgen, un för den Pastor es et ock Tiet [Zeit], hem te gohen!‘“

Johann Peter Heuser starb 1809 als einer der reichsten Männer der Region. Er hinterließ seinen fünf Kindern einen beträchtlichen Besitz und seinem Heimatort einen entscheidenden Impuls zu wirtschaftlichem und kulturellem Wachstum.
Nahezu zweihundert Jahre nach dem Tod ihres großen Mitbürgers benannte die Stadt Gummersbach im Neubaugebiet Berstig die Peter-Heuser-Straße ihm zu Ehren.